# Canon EOS 80D
Die Canon EOS 80D ist eine digitale Spiegelreflexkamera des japanischen Herstellers Canon, die im Mai 2016 in den Markt eingeführt wurde. Die Kamera war in zwei Kit-Versionen (mit Objektiv 18-55 mm oder 18-135 mm) bis 2019 im Handel erhältlich.

## Technische Merkmale

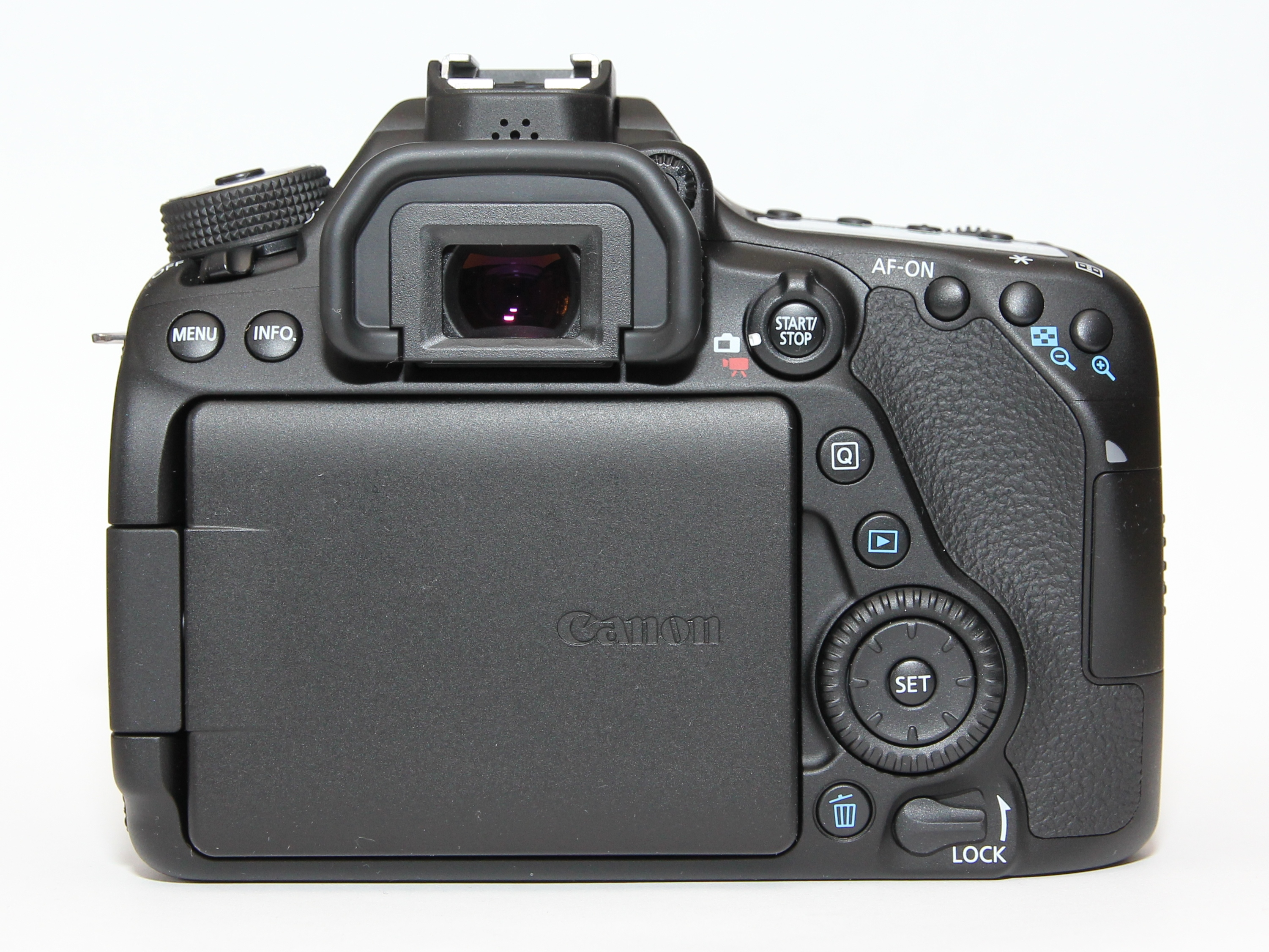
Rückseite und Bedienelemente der Canon EOS 80D

Die Kamera verfügt über einen 24,2-Megapixel-CMOS-Bildsensor (mit 6000 × 4000 Pixeln) im APS-C-Format und hat im Weiteren folgende technische Merkmale:
- Autofokus: 45 AF-Kreuzsensoren
- Dual-Pixel-Technik[4] (Phasenvergleichs-Autofokus)[5]
- Integriertes WLAN ermöglicht die kabellose Steuerung mittels mobiler Endgeräte oder eines PCs.
- NFC-Konnektivität
- Aufnahme von 29 Minuten 59 Sekunden langen Videos mit bis zu 60 Bildern pro Sekunde in Full-HD-Auflösung oder 720p-Auflösung
- Serienaufnahmen mit 7 Bildern pro Sekunde
- Belichtungsindex ISO 100 bis 16.000, erweiterbar auf ISO 25.600
- DIGIC-6-Prozessor
- Staub- und spritzwassergeschütztes Gehäuse

Die Kamera war als Einzelgehäuse sowie in zwei Paketen (Kits) mit den für die geräuschlose Fokussierung bei Videoaufnahmen optimierten Objektiven EF-S 18-55mm f/3.5-5.6 IS STM bzw. EF-S 18-135 mm f/3.5-5.6 IS USM erhältlich. Das mit der Kamera neu eingeführte Objektiv EF-S 18-135 mm f/3.5-5.6 IS USM kann an einen externen Zoom-Adapter (Power Zoom Adapter PZ-E1) angeschlossen werden. Mit diesem Adapter lässt sich die Zoom-Funktion des Objektives fernsteuern und z. B. sanftes und gleichmäßiges Zoomen bei Videoaufnahmen realisieren.